# You're the First, the Last, My Everything
You're the First, the Last, My Everything is een nummer van de Amerikaanse zanger Barry White. Het nummer verscheen op zijn album Can't Get Enough uit 1974. Op 25 oktober van dat jaar werd het nummer uitgebracht als de tweede single van het album.

## Achtergrond
"You're the First, the Last, My Everything" werd oorspronkelijk geschreven door Peter Radcliffe als een countrynummer met de titel "You're My First, You're My Last, My In-Between", een versie die 21 jaar lang niet werd opgenomen. White nam het nummer uiteindelijk op als disconummer, waarbij de structuur van het nummer behouden bleef, maar een aantal teksten herschreven werden.
Het nummer werd een wereldwijde hit, zo behaalde het de nummer 1-positie in het Verenigd Koninkrijk en Spanje, terwijl het in de Verenigde Staten op de tweede plaats bleef steken. In de Nederlandse Top 40 kwam het nummer niet verder dan de tiende plaats.
Het nummer komt voor in de films Money Talks, waarvoor White een nieuwe versie van het nummer heeft opgenomen met Faith Evans, Bridget Jones: The Edge of Reason, Zookeeper en Dark Shadows. Daarnaast komt het nummer regelmatig voor in de televisieserie Ally McBeal, waarin het personage John Cage (gespeeld door Peter MacNicol) het nummer speelt wanneer hij in een moeilijke situatie terechtkomt. White speelde zichzelf in een aflevering uit het tweede seizoen om het nummer live te zingen terwijl John Cage en de andere personages de dans deden die bij het nummer hoort.
Het nummer werd in 2019 uitgebracht in een pianoversie door Pieter Van Keymeulen.

## Hitnoteringen

### Nederlandse Top 40
| Hitnotering: 21-12-1974 t/m 08-02-1975 | Hitnotering: 21-12-1974 t/m 08-02-1975 | Hitnotering: 21-12-1974 t/m 08-02-1975 | Hitnotering: 21-12-1974 t/m 08-02-1975 | Hitnotering: 21-12-1974 t/m 08-02-1975 | Hitnotering: 21-12-1974 t/m 08-02-1975 | Hitnotering: 21-12-1974 t/m 08-02-1975 | Hitnotering: 21-12-1974 t/m 08-02-1975 | Hitnotering: 21-12-1974 t/m 08-02-1975 |
| Week                                   | 1                                      | 2                                      | 3                                      | 4                                      | 5                                      | 6                                      | 7                                      |                                        |
| -------------------------------------- | -------------------------------------- | -------------------------------------- | -------------------------------------- | -------------------------------------- | -------------------------------------- | -------------------------------------- | -------------------------------------- | -------------------------------------- |
| Nummer                                 | 22                                     | 12                                     | 10                                     | 10                                     | 18                                     | 24                                     | 35                                     | uit                                    |

### Nationale Hitparade
| Hitnotering: 21-12-1974 t/m 01-02-1975 | Hitnotering: 21-12-1974 t/m 01-02-1975 | Hitnotering: 21-12-1974 t/m 01-02-1975 | Hitnotering: 21-12-1974 t/m 01-02-1975 | Hitnotering: 21-12-1974 t/m 01-02-1975 | Hitnotering: 21-12-1974 t/m 01-02-1975 | Hitnotering: 21-12-1974 t/m 01-02-1975 | Hitnotering: 21-12-1974 t/m 01-02-1975 |
| Week                                   | 1                                      | 2                                      | 3                                      | 4                                      | 5                                      | 6                                      |                                        |
| -------------------------------------- | -------------------------------------- | -------------------------------------- | -------------------------------------- | -------------------------------------- | -------------------------------------- | -------------------------------------- | -------------------------------------- |
| Positie                                | 21                                     | 24                                     | 21                                     | 13                                     | 18                                     | 26                                     | uit                                    |

### NPO Radio 2 Top 2000
| Nummer met noteringen in de NPO Radio 2 Top 2000 | '99 | '00 | '01 | '02 | '03 | '04 | '05 | '06 | '07 | '08 | '09 | '10 | '11 | '12 | '13 | '14 | '15 | '16 | '17 | '18 | '19 | '20 | '21 | '22  | '23 | '24  |
| ------------------------------------------------ | --- | --- | --- | --- | --- | --- | --- | --- | --- | --- | --- | --- | --- | --- | --- | --- | --- | --- | --- | --- | --- | --- | --- | ---- | --- | ---- |
| You're the First, the Last, My Everything        | 531 | 664 | 317 | 399 | 380 | 266 | 262 | 345 | 233 | 277 | 446 | 391 | 403 | 617 | 570 | 456 | 518 | 551 | 537 | 781 | 974 | 836 | 818 | 1111 | 965 | 1176 |

1. ↑  Een vetgedrukt getal geeft de hoogste notering aan.

### Evergreen Top 1000
| Evergreen Top 1000 "You're the first, the last, my everything - Barry White" | Evergreen Top 1000 "You're the first, the last, my everything - Barry White" | Evergreen Top 1000 "You're the first, the last, my everything - Barry White" | Evergreen Top 1000 "You're the first, the last, my everything - Barry White" | Evergreen Top 1000 "You're the first, the last, my everything - Barry White" | Evergreen Top 1000 "You're the first, the last, my everything - Barry White" | Evergreen Top 1000 "You're the first, the last, my everything - Barry White" | Evergreen Top 1000 "You're the first, the last, my everything - Barry White" | Evergreen Top 1000 "You're the first, the last, my everything - Barry White" | Evergreen Top 1000 "You're the first, the last, my everything - Barry White" | Evergreen Top 1000 "You're the first, the last, my everything - Barry White" | Evergreen Top 1000 "You're the first, the last, my everything - Barry White" | Evergreen Top 1000 "You're the first, the last, my everything - Barry White" | Evergreen Top 1000 "You're the first, the last, my everything - Barry White" | Evergreen Top 1000 "You're the first, the last, my everything - Barry White" | Evergreen Top 1000 "You're the first, the last, my everything - Barry White" | Evergreen Top 1000 "You're the first, the last, my everything - Barry White" |
| Jaar                                                                         | 2008                                                                         | 2009                                                                         | 2010                                                                         | 2011                                                                         | 2012                                                                         | 2013                                                                         | 2014                                                                         | 2015                                                                         | 2016                                                                         | 2017                                                                         | 2018                                                                         | 2019                                                                         | 2020                                                                         | 2021                                                                         | 2022                                                                         | 2023                                                                         |
| ---------------------------------------------------------------------------- | ---------------------------------------------------------------------------- | ---------------------------------------------------------------------------- | ---------------------------------------------------------------------------- | ---------------------------------------------------------------------------- | ---------------------------------------------------------------------------- | ---------------------------------------------------------------------------- | ---------------------------------------------------------------------------- | ---------------------------------------------------------------------------- | ---------------------------------------------------------------------------- | ---------------------------------------------------------------------------- | ---------------------------------------------------------------------------- | ---------------------------------------------------------------------------- | ---------------------------------------------------------------------------- | ---------------------------------------------------------------------------- | ---------------------------------------------------------------------------- | ---------------------------------------------------------------------------- |
| Positie                                                                      | -                                                                            | -                                                                            | -                                                                            | -                                                                            | -                                                                            | -                                                                            | -                                                                            | 322                                                                          | 314                                                                          | 529                                                                          | 371                                                                          | 465                                                                          | 356                                                                          | 437                                                                          | 349                                                                          | 319                                                                          |

### JOE FM Hitarchief 2000
| "You're the First, the Last, My Everything | "You're the First, the Last, My Everything | "You're the First, the Last, My Everything | "You're the First, the Last, My Everything | "You're the First, the Last, My Everything | "You're the First, the Last, My Everything | "You're the First, the Last, My Everything | "You're the First, the Last, My Everything | "You're the First, the Last, My Everything | "You're the First, the Last, My Everything | "You're the First, the Last, My Everything | "You're the First, the Last, My Everything | "You're the First, the Last, My Everything | "You're the First, the Last, My Everything |
| ------------------------------------------ | ------------------------------------------ | ------------------------------------------ | ------------------------------------------ | ------------------------------------------ | ------------------------------------------ | ------------------------------------------ | ------------------------------------------ | ------------------------------------------ | ------------------------------------------ | ------------------------------------------ | ------------------------------------------ | ------------------------------------------ | ------------------------------------------ |
| Jaar                                       | 2009                                       | 2010                                       | 2011                                       | 2012                                       | 2013                                       | 2014                                       | 2015                                       | 2016                                       | 2017                                       | 2018                                       | 2019                                       | 2020                                       | 2021                                       |
| Postite                                    | 62                                         | 41                                         | 34                                         | 40                                         | 26                                         | 10                                         | 15                                         | 15                                         | 17                                         | 14                                         | 11                                         | 6                                          | 2                                          |

### Radio 2.be 1000 Klassiekers / Top 2000
| Nummer met notering(en) in de 1000 Klassiekers van Radio 2 | '07 | '08 | '09 | '10 | '11 | '12 | '13 | '14 | '15 | '16 | '17 | '18 | '19 | '20 |
| ---------------------------------------------------------- | --- | --- | --- | --- | --- | --- | --- | --- | --- | --- | --- | --- | --- | --- |
| You're the First, the Last, My Everything                  | 3   | 5   | 6   | 6   | 2   | 2   | 6   | 4   | 5   | 5   | 3   | 5   | 6   | 3   |

1. ↑  Een getal geeft de plaats aan; een '-' dat het nummer niet genoteerd was. Een vetgedrukt getal geeft aan dat dit de hoogste notering betreft.